# Mahen Kumar Seeruttun

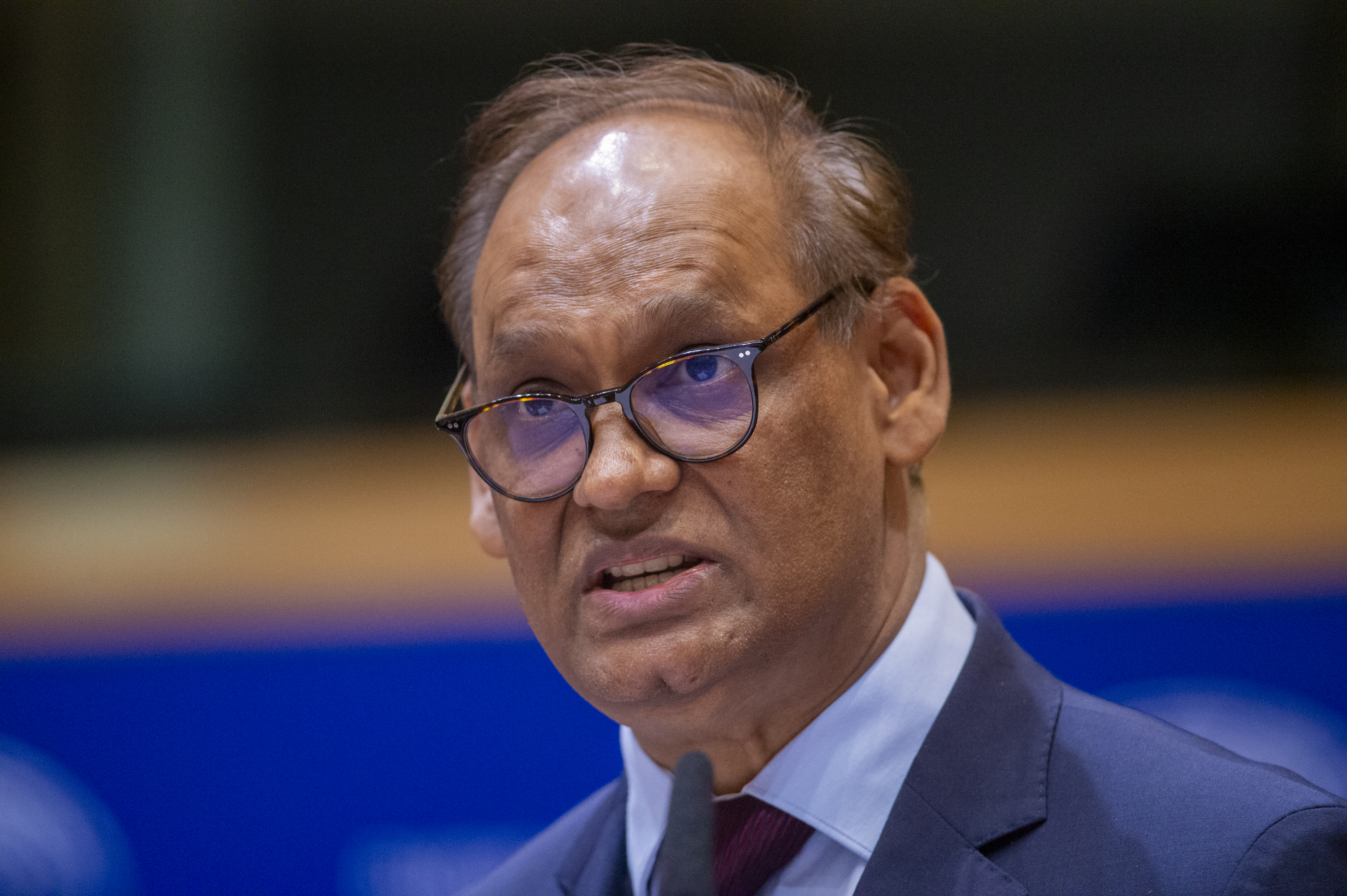
Mahen Kumar Seeruttun (2023)

Mahen Kumar Seeruttun ist ein mauritischer Politiker der Mouvement Socialiste Militant (MSM), der von 2014 bis 2019 Minister für Agrarindustrie und Ernährungssicherheit war sowie seit 2019 Minister für Finanzdienstleistungen und gute Regierungsführung im Kabinett Pravind Jugnauth ist.

## Leben
Mahen Kumar Seeruttun absolvierte nach dem Schulbesuch ein Studium der Betriebswirtschaftslehre, das er mit einem Master of Business Administration (MBA) abschloss. Er wurde daraufhin Fellow der Association of Chartered Certified Accountants (FCCA) und arbeitete daraufhin von 1989 bis 1991 erst als Wirtschaftsprüfer im Vereinigten Königreich sowie im Anschluss zwischen 1991 und 1993 bei der Wirtschaftsprüfungsgesellschaft DCDM Mauritius. Er wurde 1990 Mitglied der Mouvement Socialiste Militant (MSM) und war zwischen 1993 und 2005 Sekretär und Buchhalter des Mauritischen Forschungsinstituts der Zuckerrohrindustrie MSIRI (Mauritius Sugarcane Industry Research Institute). Im Anschluss wurde er 2005 Finanzmanager der mauritischen CIEL GROUP, ein Konzern mit 32.000 Mitarbeitenden in den Bereichen Landwirtschaft, Finanzen, Gesundheitswesen, Hotels und Resorts, Eigentum und Textilien.
Seeruttun, der 2005 Mitglied des Politbüros der MSM wurde, wurde bei den Wahlen am 6. Mai 2010 mit dem zweitbesten Ergebnis im Wahlkreis No 11, Vieux Grand Port and Rose Belle erstmals zum Mitglied der Nationalversammlung gewählt. Zu Beginn seiner Parlamentszugehörigkeit war er zwischen dem 22. Juni 2010 und dem 14. März 2012 Mitglied des Auswahlausschusses und des Rechnungsprüfungsausschusses. Bei den Wahlen am 10. Dezember 2014 wurde er für die MSM innerhalb der Alliance Lepep im Wahlkreis No 11, Vieux Grand Port and Rose Belle mit 20.399 Stimmen (47 Prozent) und dem besten Ergebnis wieder zum Mitglied der Nationalversammlung gewählt. Nach den Wahlen wurde er am 17. Dezember 2014 Minister für Agrarindustrie und Ernährungssicherheit im Kabinett von Premierminister Anerood Jugnauth und bekleidete dieses Ministeramt bis zum 23. Januar 2017. Das Amt als Minister für Agrarindustrie und Ernährungssicherheit bekleidete er zwischen dem 24. Januar 2017 und dem 12. November 2019 auch im Kabinett Pravind Jugnauth. Zugleich hatte er in diesem Kabinett vom 11. bis zum 16. November 2017 auch das Amt als Minister für Wohnungsbau und Grundstücke.
Bei den Wahlen vom 7. November 2019 wurde Mahen Kumar Seeruttun für die Mouvement Socialiste Militant (MSM) innerhalb der L’Alliance Morisien im Wahlkreis No. 12, Mahebourg and Plaine Magnien mit 16888 Stimmen (47,4 Prozent) mit dem besten Stimmenergebnis bei den drei zu vergebenden Sitzen wieder zum Mitglied der Nationalversammlung gewählt. Daraufhin wurde er am 12. November 2019 als Minister für Finanzdienstleistungen und gute Regierungsführung in das Kabinett Pravind Jugnauth berufen.